# Хизбул-Ислам
Хизбул Ислам («Исламская партия»), также известный как Хизбул Ислаами, Хизби Ислам, или Хизб-уль Ислам, была сомалийской исламистской повстанческой группой. Он был сформирован после объединения четырёх исламистских групп для борьбы с новым сомалийским правительством президента Шарифа Ахмеда. Четырьмя группировками были: Альянс за освобождение Сомали, Джабхатул Исламия («Исламский фронт»), Бригада Рас-Камбони, сторонники Индо Аде и милиция клана Дарода. Эти группы ранее принимали участие в исламистской войне против Эфиопии и Переходного правительства Сомали. В декабре 2010 года Хизбул слился с Аль-Шабаабом под названием «Аль-Шабааб» после конфликта между двумя группами, но в сентябре 2012 года вновь отделился.
Группировку часто сравнивали с талибами в Афганистане.

## История

### Начало
Хизбул Ислам был сформирован в январе 2009 года путём слияния четырёх групп, среди которых был Али Ясин Мохамед.
7 февраля 2009 года Хизбул объявил, что продолжит борьбу с новым правительством во главе с президентом Шарифом Шейхом Ахмедом и силами Африканского союза в Могадишо. Омар Иман, первый председатель группы, сказал: «так называемое правительство во главе с Шарифом Шейхом Ахмедом не отличается от правительства Абдуллахи Юсуфа» и что они будут продолжать борьбу (джихад) с ним.
Через три недели выяснилось, что Хизбул-Ислам собирался подписать соглашение о перемирии с переходным федеральным правительством. Однако к 1 марта было ясно, что никакого прекращения огня не будет предоставлено, несмотря на то, что президент Шариф Ахмед согласился с предложениями о перемирии и согласился принять шариатского законодательства.
Шейх Омар Иман Абубакар, высокопоставленный чиновник из расположенной в Эритреи фракции
Альянса за освобождение Сомали, первоначально был назначен председателем группы. Он, однако, позже ушёл в отставку, чтобы Шейх Авейс занял его место. 20 декабря 2010 года Хизбул Ислам объявлен как «расформированный», когда шейх Авейс сдался аш-Шабаабу и согласился объединить две группы.

### Внутренняя борьба в 2009 году
Первая внутренняя борьба за власть в группировке продолжались с марта по май 2009 года. Через два месяца после его образования, возникла явная борьба за власть в Хизбул-Исламе. На пресс-конференции в Могадишо группа членов Хизбул-Ислам заявила от имени всей группировки, что Шейх Мохамед Хасан Ахмед, другой исламский священнослужитель, заменил Омара Имана на пост председателя группировки. На пресс-конференции, 24 марта, присутствовали несколько важных членов Хизбул-Ислам, в первую очередь Юсуф Мохаммед Сиад. Шейх Дауд Мохамед Абтидон, который утверждал, что он является новым представителем группы, обвинил Омара Имана в отказе принять призывы Улемов к прекращению огня в обмен на уход АМИСОМ. Юсуф Мохаммед Сиад (Индо Аде) заявил: «Группировка [Хизбул Ислам] согласилась убрать с поста Шейха Омара Имана с тех пор, как он допустил ошибку и нарушил законы группировки». Шейх Мохамед Хасан Ахмед объявил о прекращении огня и вступил в переговоры о введении законов шариата и выходе АМИСОМ в обмен на присоединение к правительству.
Однако Хасан Дахир Атейс, самая могущественная фигура группировки, отклонил заявления Индо Аде о том, что шейх Омар Иман был снят с должности председателя. Он заявил «Никто не может снят с должности шейха Омара Имана, потому что группировка [Хизбул Ислам] назначила его председателем». Авейс сказал, что Индо Аде и другие участники пресс-конференции должны сформировать свою собственную группировку вместо того, чтобы как он назвал «пытаться развалить Хизбул-Ислам». Также шейх Омар Иман отрицал, что Индо Аде была пресс-секретарём группировки.
Это привело к разделению Хизбул-Ислам на 2 группировки: первая, возглавляемая Индхо Аде, а другая во главе с Хасаном Авейсом (с председателем Омаром Иманом).
21 апреля 2009 года Бригада Рас-Камбони и милиция клана Дарода сражались друг с другом в деревне Абдала Бироле, которая находится в 40 км к западу от Кисмайо. Это произошло после того, как бойцы милиций клана Дарода вторглись в деревню под названием Було Хайи, а бойцы бригады Рас-Камбони прибыли в Абдалла Бироле, в итоге произошли столкновения. Ситуация в двух деревнях, как говорили, была напряжённой, 4 человека были убиты и 7 ранены во время боевых действий.
4 мая 2009 года Аш-Шабааб и члены основной фракции Хизбул-Ислам во главе с Хасаном Авейсом и Омаром Иманом атаковали базу, контролируемую группировкой во главе Индхо Аде. Военочалники группировки Индо Аде утверждали, что Аш-Шабааб и Хизбул-Ислам пытаются расширить территорию в районах, находящихся под контролем ополченцев Индо Аде и милиции клана Дарода.
Восемь дней спустя Индхо Аде сдался шейху Хасану Дахиру Авейсу, закончив раскол группировки. Однако вскоре он перешёл на сторону правительства. 26 мая Омар Иман Абубакр ушёл в отставку в качестве председателя и передал свою позицию Шейху Авейсу, который к тому времени был сильнейшей фигурой в группировке.

### Присоединение к Аш-Шабаб в 2009—2010 годах
В октябре 2009 года группировка была разделена на фракции, сражавшиеся с Аш-Шабаабом. Группировка сдалась и присоединилась к Аш-Шабааб в декабре 2010 года.
1 октября 2009 года вооружённый конфликт между Хизбул-Исламом и Аль-Шабааб начался в споре между бригадами Рас-Камбони и Аш-Шабааб из-за того, кто займет Кисмайо. Сомалийский исламский фронт, который были в соглашении с Аш-Шабаабом в Могадишо и центральном сомалийском районе Хиран, отказался поддерживать бригады Рас-Камбони, между тем Индо Аде и милиции клана Дарода оставались нейтральными. Это также привело к расколу в бригадах Рас-Камбони с фракцией во главе с Ахмедом «Мадобе», начавшим войну против Аш-Шабааба, и фракцией во главе с Хасана «Турки» присоденившимся к Аш-Шабааб. Битва за Кисмайо была решающим боем Аш-Шабааба, который в результате победы выбил бригаду Рас-Камбони из города. В последующих сражениях в ноябре 2009 года силы Мадобе были подавлены Аш-Шабаабом и местными союзниками и были вынуждены покинуть район Нижнего Джубба и большей части Южного Сомали. В феврале 2010 года сторонники Аль-Турки объявили о слиянии с Аш-Шабаабом.
Решающее столкновение в Хиране в начале 2010 года было выиграно Аш-Шабаабом, которое затем взяло под свой контроль этот район. В конце года Хизбул-Ислам потерял контроль над регионом Бай после того, как Аш-Шабааб захватил контроль над Бур-Хакабом.
Вскоре после того, как Хизбул-Ислам был вынужден сдать город Лук Аш-Шабаабу, после чего было объявлено, что Хизбул-Ислам будет сливаться с Аш-Шабаабом. С середины декабря боевики Аш-Шабааба начали занимать территории Хизбул-Ислама.
20 декабря Хизбул-Ислам официально сдалась Аш-Шабааб и присоединилась к ней под общим именем имя Аш-Шабааб, что было подтверждено председателем Хизбул-Ислам шейхом Хасаном Дахиром Авейсом и официальным представителем шейха Мохаммада Османа Аруса.

### Отделение от Аш-Шабаб в 2012 году
В конце сентября 2012 года, после того как Аш-Шабаб потерпел ряд военных неудач, а также критику, как предполагаемой организатором расстрела парламентария Мустафы Хаджи Маалима, Хизбул Ислам объявил, что он покидает организацию «Аш-Шабаб». Этот шаг был обусловлен давними идеологическими различиями, такими как оппозиционность группы к использованию иностранных джихадистов, по словам её пресс-секретаря, и была названа «значительной неудачей для Аль-Шабаба». Пресс-секретарь сказал, что он всё ещё хочет, чтобы миссия Африканского союза покинула Сомали, но приветствовала нового президента и парламент как «позитивное развитие».
«Хизбул Ислам» отказался от насилия в 2013 году. В июне 2014 года бывший министр иностранных дел Хизбула Ислама объявил, что Хизбул Ислам будет продолжать свою деятельность в сомалийской политике как политическая партия и изменил своё название на Истикляль.

## Лидеры и руководство
- Шейх Мохамед Ибрагим Хейл — лидер Джабхатул Исламия (Сомалийский исламский фронт) (JABISO)[25].
- Мухтар Абу Али Айша — Лидер Индо Аде и милиции клана Дарода[26].

Другие лидеры:
- Мохамед Моалим — официальный представитель.

## Бывшие лидеры
- Шейх Омар Иман Абубакар — председатель Хизбул Ислама до 26 мая 2009 года, когда он ушёл в отставку, передав свою позицию шейху Хасану Дахиру Авейсу[9][10].
- Шейх Юсуф Мохаммед Сиад Индааде — могущественный лидер Juba Valley Alliance до 17 мая 2009 года, когда он перешёл к правительству.
- Шейх Хасан Абдулла Херси аль-Турки — лидер бригады Рас-Камбони, которая перешла в Аль-Шабааб[18][27].
- Шейх Хассан Дахир Авейс — лидер крыла Альянс за освобождение Сомали и председатель группы. Позже стал духовным лидером Аль-Шабааба[10].